# Allmänna Idrottsklubben

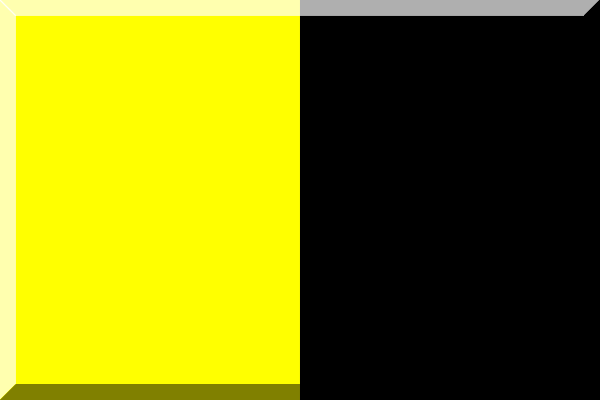
Kleuren van AIK

Allmänna Idrottsklubben (Zweeds: "Algemene Sportclub") is een van de oudste sportverenigingen in Zweden, opgericht in 1891. In 1937 verhuisden ze van Stockholm naar Solna, een buurgemeente.

## Onderdelen van AIK
AIK is in meerdere sporten actief:
- AIK Fotboll - voetbal
- AIK Ishockey - ijshockey
- AIK Innebandy - floorball
- AIK Bandy - bandy
- AIK Handboll - handbal
- AIK Bowling - bowlen
- AIK Golf - golf